# Echo Valley
Echo Valley (eredeti nevén Cynthia Jean Gillig-Stone) (Saginaw, Michigan, 1954. május 29. – Leakey, Texas, 2011. május 21.) amerikai pornószínésznő, modell.

## Élete
Szülei Harold és Sylvia Dubay. 3 testvére van, Robert, Timothy, és Denise.
A Michigan State University egyetemen végzett 1976-ban.
Karrierjét 1999-ben kezdte, először mint escort. Több mellnagyobbító műtét után vált belőle pornósztár elsőként a PhotoClubs modellje volt. A PhotoClubs csak a világ legszebb, és legigényesebb dús keblű nőkkel dolgozott együtt, Echo nagy reménysége volt a cégnek, ám hatalmas konkurenciát jelentett számára B. B. Gunns, akit mind a mai napig a cég legnagyobb sztárjának tartanak. De Echo nem adta fel, és felfigyelt rá több pornófilmeket gyártó cég, köztük a Scoreland, amely a "Big Boob" (nagy mellű) modellek nagy ugródeszkája a világhírnév felé (ott fedezték fel Lolo Ferrari-t is).
Echo hamar a szakma egyik legsikeresebb személye lett, számos televíziós show-műsorba hívták
2000-ben több díjat is elnyert köztük a Miss Exotic Big Bust 2000, Miss Exotic USA Big Bust 2000, Miss Exotic 2000 Hottest Stage Personality és a Miss Exotic Canada's Hottest Show 1997/98.
2010-ig közel 500000 fotó készült róla.
Szerepelt a Kalandférgek 3 című filmben, ahol Tits Hemingway-t alakította.
Számos magazinban szerepelt többek között a D-Cup, a Splat, a Gent, a Hustler, a Naughty Neighbors, a Nugget, a Score, és a Showgirls-ben

## Halála
2011. május 21-én éjszaka éppen hazafelé autózott, amikor Texastól nem messze karambolozott. A rendőrség kiérezésekor már nem élt,  dús idomai miatt nem tudta bekötni a biztonsági övet. A rendőrség szerint, ha be lett volna kötve, nem halt volna meg.
Temetése május 29-én volt Michiganben, akkor, amikor 57 éves lett volna. A temetésen férje nem tudott ott lenni, éppen börtönbüntetését töltötte sikkasztásért.
Halála után derült ki, hogy ő volt az Amerikai Egyesült Államok harmadik legnagyobb mellű asszonya. Őt előzte meg első helyen Chelsea Charms, a második helyet pedig B. B. Gunns szerezte meg, míg a negyedik Maxi Mounds lett.

## Filmek amelyekben szerepelt
- Sins of Echo Valley, Gotham Gold (2000) (V)
- Big Busted Goddesses of Las Vegas (2000) (V)
- Busted! (2004) (V)
- Double Air Bags 16 (2005) (V)
- Double Air Bags 17 (2005) (V)
- Juggernauts 3 (2005) (V)
- Busty Mature Vixens 3! (2005) (V)
- Busted! 2 (2006) (V)
- Hooter Nation Vol. 4 (2007) (V)
- Tittanic (2007) (V)
- Big Tit Party Vol. 1 (2007) (V)
- M.I.L.T.F. 27 (2007) (V)
- Gigantic Joggies Vol. 3 Big Ol' Boobies! (2007) (V)
- Big Boobs 5 The Hard Way (2007) (V)
- Kalandférgek 3 (2008), Tits Hemmingway
- Busty Broads in Uniforms (2008) (V)
- Mega Tits Vol. #9 (2008) (V)
- It's Okay She's My Mother In Law (2009) (V)